# Prova Paulista
A Prova Paulista é uma avaliação digital bimestral aplicada aos alunos das escolas estaduais do estado de São Paulo, Brasil. A prova é destinada a alunos do 5º ano do ensino fundamental ao 3º ano do ensino médio e sucedeu a antiga Avaliação da Aprendizagem em Processo (AAP). A Prova Paulista é realizada a cada bimestre, correspondendo ao calendário acadêmico trimestral utilizado pelas escolas estaduais.

## Estrutura e Componentes
A Prova Paulista abrange uma ampla gama de componentes curriculares, excluindo Artes e Educação Física . A avaliação é dividida em dois dias principais, cada um com foco em diferentes assuntos: 
- Língua portuguesa
- Ciências Humanas
- Geografia
- Educação Financeira (incluída apenas no ensino médio)
- Itinerário de Formação (incluído apenas no ensino médio)

- Matemática
- Língua Inglesa (incluída para alunos do 6º ao 9º ano do ensino fundamental e do 1º ano do ensino médio)
- Ciências
- Itinerário de Formação (para 2º e 3º anos do Ensino Médio)

### Sistema de pontuação
A Prova Paulista avalia os conhecimentos adquiridos por meio do Material Digital do CMSP ao longo do bimestre. O sistema de pontuação para a avaliação é simples, com cada questão valendo um ponto. O número de questões varia de acordo com o nível educacional: 
- 5º Ano do Ensino Fundamental: 30 questões por dia
- 6º ao 9º ano do Ensino Fundamental: 40 questões por dia
- Ensino Médio: 45 questões por dia

A pontuação geral é determinada pelo número total de perguntas respondidas corretamente.

## Implementação
O primeiro período de avaliação da Prova Paulista foi realizado entre 28 de março e 13 de abril de 2023 . O calendário de testes progrediu em ordem crescente, iniciando no 5º ano do ensino fundamental e concluindo no 3º ano do ensino médio.